# Agnès de Bourgogne
Pour les articles homonymes, voir Agnès de Bourgogne (homonymie).
Agnès de Bourgogne ou Agnès de Mâcon, (vers 990/995 - † 1068) (Dynastie des Unrochides), fille d'Otte-Guillaume, comte de Mâcon et comte palatin de Bourgogne (Dynastie des Unrochides) et d'Ermentrude de Roucy, fille de Renaud de Roucy. Son père, Otte-Guillaume, est le fils d'Aubert Ier d'Italie.

## Biographie
L'ascendance d'Agnès (Agnes) est en partie connue à partir d'un extrait situé à la fin de la chronique de Frodoard (Flodoard). Il s'agit du fragment d'une lettre adressée par Renaud de Bourgogne, comte de Port, à Gui-Geoffroi d'Aquitaine datée de [966] :

« Mathilde et Albérade furent filles de Gerberge; de Mathilde naquirent le roi Rodolphe et sa sœur Mathilde; d'Albérade vint Hermentrude; de Mathilde fille de Mathilde, vint Berthe; d'Hermentrude vint Agnès; de Berthe vint Gérald le Genevois; d'Agnès vint Gui »

— Chronique de Frodoard, manuscrit de Dijon, Anno DCCCCLXVI.
Vers 1016, elle épouse le duc Guillaume V d'Aquitaine avec lequel elle a trois enfants :
- Pierre, dit Guillaume VII d'Aquitaine (1023-1058) ;
- Guy-Geoffroi, dit Guillaume VIII d'Aquitaine (1023-1086), frère jumeau de Pierre ;
- Agnès d'Aquitaine (1025-1077), dite Ala, qui épouse en 1041, Henri III du Saint-Empire dit le Noir, empereur germanique.

Le 31 janvier 1030, son époux Guillaume le Grand meurt en la laissant veuve avec ses trois jeunes enfants et deux fils aînés issus de ses deux précédents mariages. Le seul moyen pour elle de retrouver sa position et d’assurer un avenir à ses enfants, est d'épouser un comte. C’est ainsi qu'elle s'unit à Geoffroi II d'Anjou dit Martel dont le père n'est autre que Foulque III Nerra, le puissant comte d'Anjou. Le mariage est célébré le 1er janvier 1032. La même année son mari devient comte de Vendôme, et elle de ce fait, comtesse de Vendôme.
La tradition lui attribue la fondation de la collégiale Saint-Georges du château de Vendôme. Fatiguée de devoir descendre du château pour aller prier à la paroisse Saint-Martin, elle aurait décidée de construire une petite église en l'absence de son époux Geoffroy Martel, vers 1037. Cette légende n'est attesté par aucun texte sérieux, mais la collégiale dut forcément être bâtie avant la dédicace de l'abbaye de la Trinité de Vendôme, le 31 mai 1040, puisqu'un chanoine de la collégiale, du nom de Guillaume y fut présent.
Comme ses propres fils, Pierre et Guy-Geoffroi, ne sont pas les héritiers du Poitou, son second époux voit là une raison pour essayer de s'en emparer. Dès 1033, les troupes de Geoffroi Martel envahissent le Poitou avec le soutien de certains seigneurs qui se rallient à la comtesse Agnès. Son beau-fils, Guillaume VI d'Aquitaine, qui a succédé à son père Guillaume V, est fait prisonnier à la bataille de Montcoué (Montcouer) en septembre 1033. Celui-ci ne sera libéré qu'à la fin 1036 contre une forte rançon et il meurt en 1038 sans enfants. Le comté revient alors à son frère Eudes de Poitiers, déjà duc de Gascogne. Ce dernier, remontant de ses territoires pour combattre les troupes de Geoffroi et d'Agnès, fait demi-tour après une première défaite et se heurte à la défense du château de Mauzé où il meurt pendant le siège.
Le Poitou revient alors au fils aîné d'Agnès, Pierre, qui prend le nom de Guillaume VII Aigret. Étant trop jeune, c'est sa mère qui gouverne les territoires à sa place de 1039 à 1044 ; d'ailleurs, il semble même qu'elle gouverne seule, sans même son époux. Quand elle transmet le pouvoir à Guillaume, elle le marie et en profite pour doter son second fils Guy-Geoffroi du duché de Gascogne, par le mariage avec une héritière. Agnès rejoint alors Geoffroi en Anjou et si elle ne participe pas activement au gouvernement, a certainement une certaine influence sur lui.

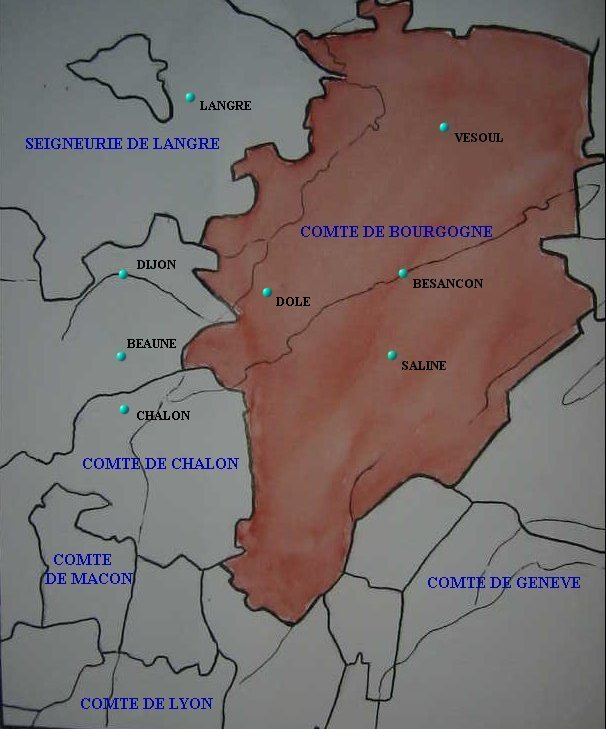
Comté de Bourgogne.

Dès Noël 1045, Agnès et Geoffroi sont en Allemagne à la cour impériale puisqu'en 1043, sa fille Ala a épousé l'empereur Henri III du Saint-Empire. Ils enchaînent alors avec, le couple impérial, un voyage en Italie où ils participent au concile de Sutri qui dépose deux papes et intronise Clément II qui s'empresse de couronner l'empereur et l'impératrice. Agnès est à la première place pour la consécration de sa fille. Après un pèlerinage à Monte Garano, le couple est de retour dans le Poitou dès 1047 quand ils fondent l'abbaye de Notre Dame à Saintes. Entre 1047 et 1049, Agnès fonde seule l'abbaye de Saint Nicolas de Poitiers.
Entre 1049 et 1052, le couple se sépare. Les raisons sont diverses : la plus logique est l'absence d'enfants, cependant il ne faut pas oublier que le concile de Reims de 1049 condamne certains mariages jugés comme incestueux et le leur en fait partie ; en outre, Geoffroi entre en guerre contre le roi de France qui apprécie très peu les libertés que se prend son vassal envers l'Allemagne (il semblerait que Geoffroi ait eu le projet de prêter serment à l'empereur pour ne plus dépendre du roi de France) et il est très possible que le roi ait imposé à son vassal vaincu de divorcer d'avec sa femme. En effet, Agnès outre l’influence qu’elle a sur son époux, est originaire de Bourgogne et a gardé de forts liens avec sa terre d’origine ; il semble donc que ce soit la comtesse qui ait poussé à ce rapprochement avec l’empereur.
Toujours est-il qu'Agnès revient à la cour de Poitiers auprès de son fils Guillaume sur lequel elle semble avoir beaucoup d'influence. Une guerre éclate rapidement entre l'Anjou et le Poitou, qui voit la victoire de Geoffroi Martel en 1053. Si le pouvoir politique d’Agnès a ensuite diminué, il n’en va pas de même pour son influence qu’elle dépense sans compter au profit de ses fondations. En 1058 Guillaume repart en guerre contre le comte d'Anjou, vraisemblablement puisque son ex-beau-père a donné le douaire d’Agnès à sa dernière épouse, Adélaïde. Le comte de Poitou est sur le point de gagner quand il meurt de maladie en 1058.
Lui succède son frère, Guy-Geoffroi, qui prend le nom dynastique de Guillaume VIII. Le jeune comte est resté proche de Geoffroi Martel, qui est la seule figure paternelle qu’il ait connue, et il fait un rapprochement avec l'Anjou. Mais seulement du vivant de Geoffroi, en effet, après sa mort il n'hésite pas à attaquer ses héritiers et reprend le contrôle de la Saintonge dès 1062. Agnès, malgré sa retraite, est toujours très active et n’hésite pas à voyager dans tout le Poitou pour participer à des donations ou simplement voir son fils à la cour de Poitiers ; et ce jusqu'à sa mort le 10 novembre 1068. Elle est enterrée dans sa fondation de Saint Nicolas de Poitiers.

### Sources
- Célestin Port, Dictionnaire historique, géographique et biographique de Maine-et-Loire et de l'ancienne province d'Anjou : A-C, t. 1, Angers, H. Siraudeau et Cie, 1965, 2e éd. (BNF 33141105, lire en ligne).
- Michel Dillange, Les Comtes de Poitou, ducs d'Aquitaine : 778-1204, Mougon, Geste éd., coll. « Histoire », 1995, 303 p., ill., couv. ill. en coul. ; 24 cm (ISBN 2-910919-09-9, ISSN 1269-9454, BNF 35804152).
- Olivier Guillot, Le comte d’Anjou et son entourage au XIe siècle, Paris, Editions Picard, 1972.
- Penelope D. Johnson, « Agnes of Burgundy : an eleventh-century woman as monastic patron », Journal of Medieval History,‎ juin 1989 (DOI 10.1016/0304-4181(89)90011-0).
- Alfred Richard, Histoire des comtes de Poitou, vol. 1, Paris, 1903.
- Isabelle Soulard-Berger, « Agnès de Bourgogne, duchesse d’Aquitaine puis comtesse d’Anjou. Œuvre politique et action religieuse (1019-v. 1068) », Bulletin de la Société des Antiquaires de l’Ouest, vol. VI,‎ 1er trimestre 1992, p. 45-56 [lire en ligne].
- Isabelle Soulard, « Agnès de Bourgogne ou la tentation du pouvoir », dans Isabelle Soulard, Les femmes du Poitou au Moyen Âge, éditions La Crèche, 1998, p. 140-150.